# Hiroshima (canción)
«Hiroshima» es una canción del grupo pop rock británico Wishful Thinking, proveniente del álbum de mismo título publicado en 1971. Trata sobre el bombardeo atómico de Hiroshima acaecido el 6 de agosto de 1945. 
La canción fue versionada después por el veterano grupo de rock alemán Puhdys en su álbum Computer-Karriere (1982), para lo cual adaptaron la letra original al idioma alemán, y por la cantante de pop alemana Sandra en su álbum Paintings in Yellow (1990).

## Versión original
La formación de Wishful Thinking que grabó originalmente «Hiroshima» la integraron John Franklin (guitarra solista), Tony Collier (bajo), Kevin Scott (vocalista principal), y Brian Allen (batería).
El tema fue grabado en 1970 e incluido en el álbum homónimo publicado en el Reino Unido en 1971. El vocalista de la canción fue el bajista Tony Collier. Se editó en Alemania como sencillo en 1971 (con «She Belongs to the Night» en la cara B), en donde llegó a alcanzar cierto éxito en sus listas musicales. En el Reino Unido no aparecería en sencillo hasta 1972, que lo haría como cara B del tema «Clear White Light». 
La canción fue nuevamente descubierta por las estaciones de radio alemanas en 1977. Fue usada, con ocasión de ello, en sus programas radiofónicos, y fueron tal las veces que se retransmitió, que los radioyentes volvieron a interesarse masivamente por la canción. El sencillo, que ya se había reeditado en 1975 en Atlantic Records, se volvió a relanzar al mercado. Subió al número 8 de las listas musicales alemanas el 25 de septiembre de 1978.
El tema se volvió a publicar en Alemania en 1982, único país donde «Hiroshima» iba teniendo realmente éxito. Esta vez apareció remezclado en la versión de casi siete minutos de Special Mix New Long Version. En 1990, el propio autor de la canción, Dave Morgan (integrante de la Electric Light Orchestra entre 1981 y 1986), hizo una nueva versión del tema en la remezcla de 90er-Mix, que publicó en un sencillo junto a la versión original de los Wishful Thinking.

### Formatos y remezclas
- Sencillo 7" (Alemania, 1971, Global Records)

A: «Hiroshima» (D. Morgan) - 4:42
B: «She Belongs to the Night» (D. Morgan) - 2:47
- Sencillo 7" (Reino Unido, 1972, B & C Records)

A: «Clear White Light» (Alan Hull) - 2:52
B: «Hiroshima» (Dave Morgan) - 4:51
- Sencillo 7" (Alemania, 1975, Atlantic Records)

A: «Hiroshima» (Dave Morgan) - 4:49
B: «She Belongs to the Night» (Dave Morgan) - 2:47
- Sencillo 12" (Alemania, 1982, Global Records and Tapes)

A: «Hiroshima» (Special Mix New Long Version) - 6:55
(Dave Morgan/ Dave Morgan)
B: «America» (Special Mix New Long Version) - 7:20
(Heinz-Dieter Brandt-Gudat, Rolf Oppermann, Jof/ John Franklin, Tony Collier, Kevin Finn/ Arrang. Geoff Bastow)
- Sencillo 7" (Alemania, 1990, Global Records and Tapes)

A: «Hiroshima» (Originalversion) (Dave Morgan) - 4:51
B: «Hiroshima» (90er-Mix) (Dave Morgan) - 4:30
Fuente: wishfulthinking.de

## Versión de Sandra
«Hiroshima» es el primer sencillo extraído del álbum de Sandra Paintings in Yellow. Era una versión de una canción de 1971 de la banda británica Wishful Thinking. 
El tema fue producido por Michael Cretu. El diseño de la carátula del sencillo correspondió a Mike Schmidt (Ink Studios), y la fotografía a Stefan Langner.
El soporte vocal a Sandra en la canción era la de Michael Cretu.
Entró en el top 20 alemán el 22 de febrero de 1990, en donde permaneció durante trece semanas, de las cuales tres estuvo en la posición número 4.

### Formatos y remezclas
- Sencillo 7"

A: «Hiroshima» - 4:11
B: «La vista de luna» - 3:44
- Sencillo 12"

A: «Hiroshima» (Extended Version) - 6:44
B1: «Hiroshima» (Dub Mix) - 3:08
B2: «Heaven Can Wait» (US-Remix) - 7:11
- Sencillo 12"

A1: «Hiroshima» (Single Version) - 4:11
A2: «Hiroshima» (Extended Version) - 6:44
B1: «Hiroshima» (Dub Mix) - 3:08
B2: «Heaven Can Wait» (US-Remix) - 7:11
- CD maxi

1. «Hiroshima» (Single Version) - 4:11
2. «Hiroshima» (Extended Version) - 6:44
3. «Hiroshima» (Dub Mix) - 3:08
4. «Heaven Can Wait» (US-Remix) - 7:11

### Posiciones
| País (1990) | Puesto alcanzado |
| ----------- | ---------------- |
| Alemania    | 4                |
| Francia     | 16               |
| Israel      | 4                |
| Suecia      | 21               |
| Suiza       | 4                |